# Odontogenesi

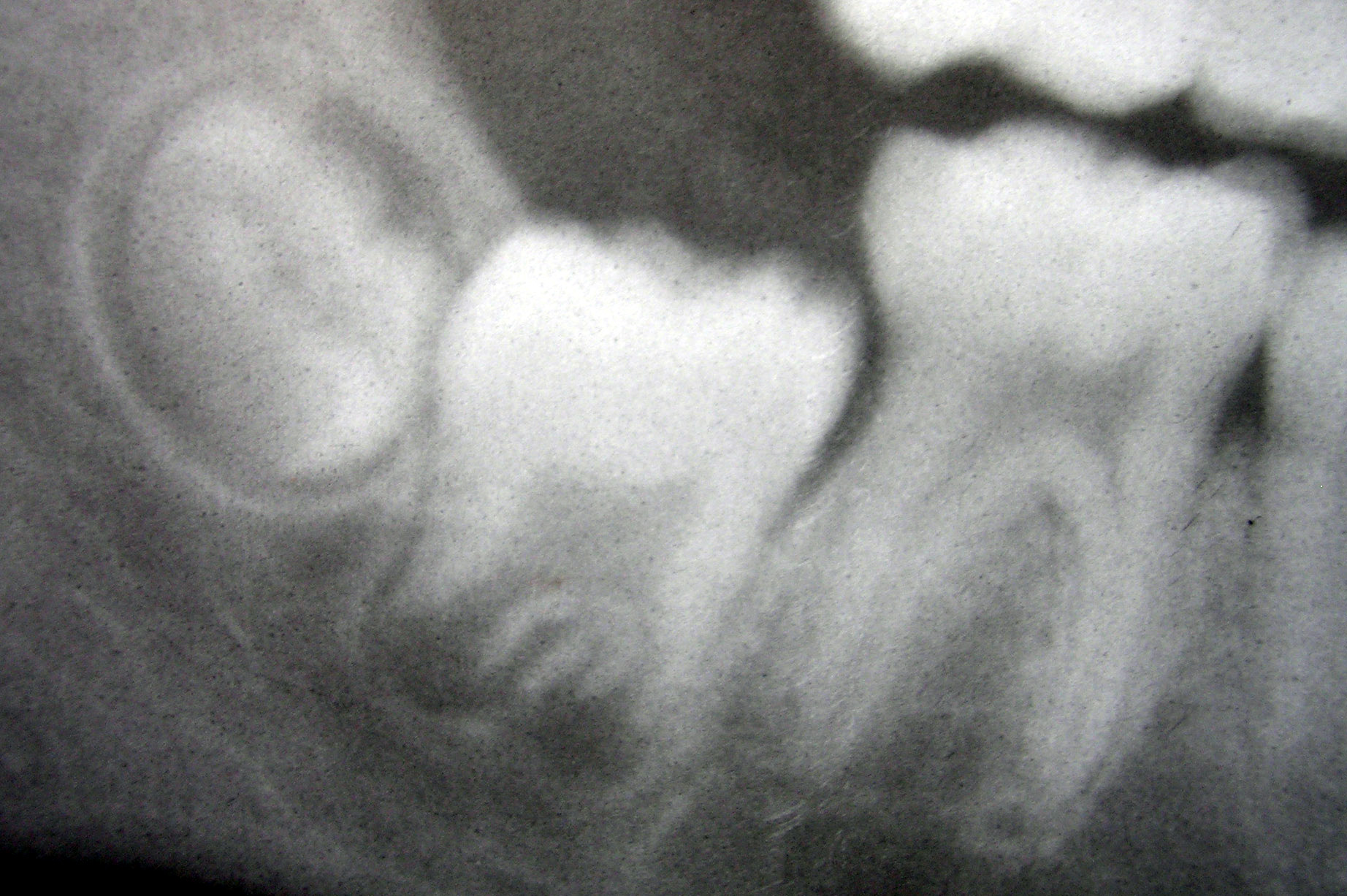
Radiografia con i differenti stadi di sviluppo dei tre molari.

L'odontogenesi è il processo di formazione e sviluppo degli elementi dentali.
Nonostante l'eruzione dei denti inizi tipicamente verso il sesto mese di vita, per concludersi entro i 25 anni, gli elementi dentali iniziano a formarsi dopo solo un mese di vita embrionale.

## Sviluppo embrionale
Nell'embrione si forma precocemente la cavità orale primitiva, detta stomodeo, sulla quale si forma la lamina dentale, un ispessimento dell'epitelio di rivestimento, di origine ectodermica, che si approfonda nel mesenchima sottostante in corrispondenza di ogni futuro alveolo.

### Lamina Dentale
La lamina dentale si dispone con una forma a ferro di cavallo, seguendo la forma delle future ossa mascellari, questa rappresenta la lamina dentaria da cui partiranno gli abbozzi dei futuri denti. Pertanto avremo due lamine dentali primarie: una superiore ed una inferiore.
Da ognuna di esse si svilupperanno 10 denti decidui (da latte).
I denti permanenti si sviluppano con processi analoghi ai decidui, ma più tardivamente (a partire dalla diciassettesima settimana), con gemme dentali che si dispongono posteriormente a quelle dei decidui su una lamina dentale secondaria, che origina dalla primaria.
La mancata formazione della lamina (e quindi dei germi dentari) provoca l'anodontia (mancanza di tutti i denti). L'edentulia invece indica la mancanza di denti in arcata, causata dalla perdita precoce degli elementi dentari (ad esempio in seguito a trauma, avulsione o estrazioni, o semplicemente in seguito a un processo fisiologico dovuto all'età).
Ispessimenti anomali della lamina provocano la formazione di denti sovrannumerari.
Interruzioni nella lamina provocano agenesia (mancanza di uno o più elementi dentali).
Considerando che la lamina secondaria, da cui si formano i denti permanenti, origina dalla primaria, l'agenesia di un dente deciduo comporterà l'assenza del rispettivo permanente. I denti che non hanno corrispondenti decidui, come i molari definitivi, derivano da un prolungamento distale della lamina dentale, chiamato lamina accessoria.

### Stadio a Gemma
Durante l'ottava settimana di sviluppo embrionale, nella lamina si formano dei peduncoli ancorati al mesoderma, che terminano con un bottone epiteliale chiamato gemma dentale.

### Stadio a Cappuccio
Intorno all'undicesima settimana il bottone epiteliale della gemma si introflette, generando una cavità che viene riempita da un addensamento di cellule mesodermiche. L'epitelio, introflettendosi, assume prima una forma simile ad una clava (gubernaculum dentis), dopo si modifica in una forma simile ad una campana, (Campana di Williams o Organo dello smalto) che conferisce il nome a questo stadio. La campana rimane comunque connessa alla lamina dentaria primitiva tramite il peduncolo(gubernaculum dentis).

### Stadio a Campana
L'epitelio della campana si differenzia in quattro strati epiteliali:
epitelio adamantino esternotessuto di cellule epiteliali cubiche in diretta continuità, tramite il peduncolo, con la lamina dentale;
reticolo stellatotessuto formato da sporadiche cellule stellate, immerse in un'abbondante sostanza intercellulare e interconnesse mediante lunghe propaggini citoplasmatiche, che hanno funzione trofica per l'epitelio adamantino interno;
epitelio adamantino internoè quello posto a contatto diretto con la papilla dentaria. È costituito da una sola fila di cellule disposte a palizzata (pre-ameloblasti). Questa parte è chiamata zona formatrice e partecipa alla formazione dello smalto. L'altra, che guarda verso la lamina dentaria, è invece chiamata zona non formatrice e non partecipa alla formazione dello smalto.
Inoltre, tra l'epitelio interno e il reticolo stellato, si sviluppa uno strato "intermedio" di cellule appiattite.

## Differenziazione

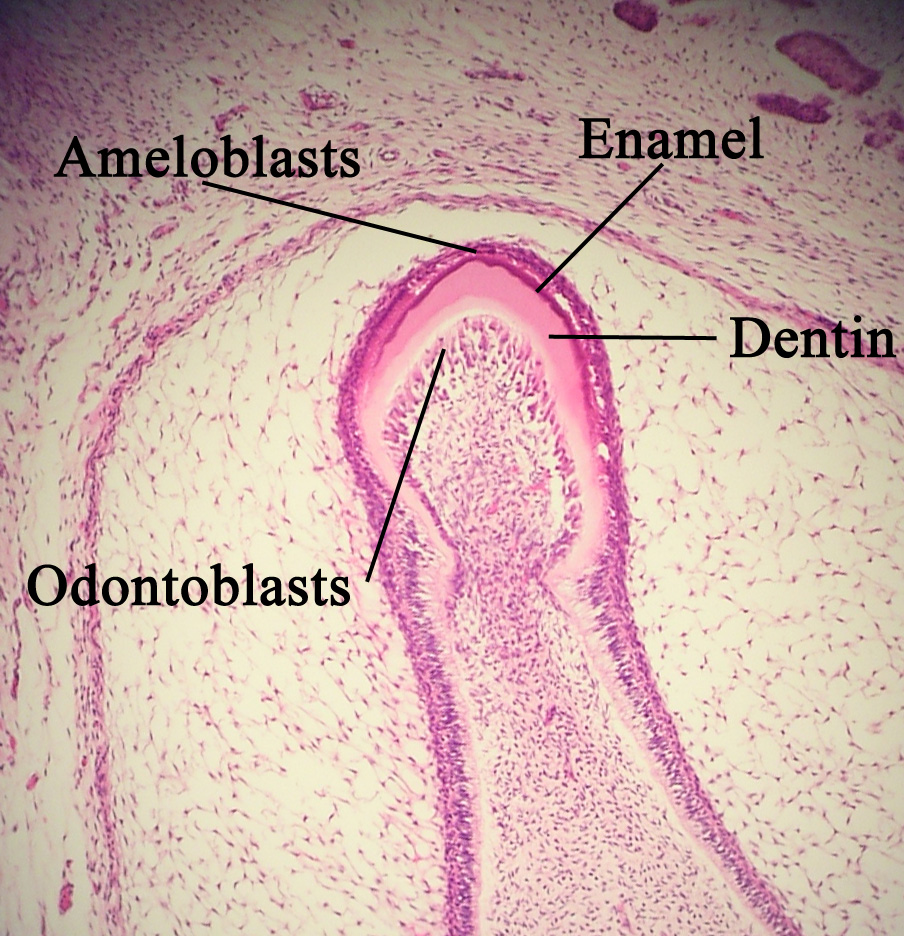
Preparato istologico che mostra la formazione dei tessuti duri.

Con la differenziazione i tessuti ectodermici e mesodermici degli abbozzi dentali maturano e si trasformano in smalto, dentina e polpa.
La corona dentale è completata tra il terzo e il quinto mese di vita intrauterina, mentre la calcificazione inizia al primo anno di vita e dura circa un anno.

### Papilla dentale
La concavità dell'organo dello smalto (vedi stadio a campana) resta riempita di cellule ecto-mesenchimali, che costituiscono la papilla dentale. Le cellule dell'organo dello smalto a contatto con la papilla, stimolano il differenziamento del tessuto mesenchimale della papilla in odontoblasti (cellule capaci di produrre la dentina mediante il processo di dentinogenesi). La dentinogenesi è la fase dell'odontogenesi durante la quale gli odontoblasti formano la dentina dei denti.
Gli odontoblasti sono cellule altamente specializzate, di origine mesenchimale, che si differenziano su stimolo dell'organo dello smalto.

## Predentina
Una volta giunti a maturazione, gli odontoblasti secernono la predentina. È un tessuto non mineralizzato ed è formata da un intreccio di fibre collagene circondate da abbondante sostanza amorfa. La predentina viene apposta dal fronte odontoblastico in direzione dell'organo dello smalto e va a costituire uno strato di circa 20-40 µm tra il corpo dell'odontoblasto secernente e la dentina. La deposizione di predentina è un processo continuo e lo spessore viene mantenuto costante grazie a un equilibrio di mineralizzazione/secrezione della matrice.

## Mineralizzazione

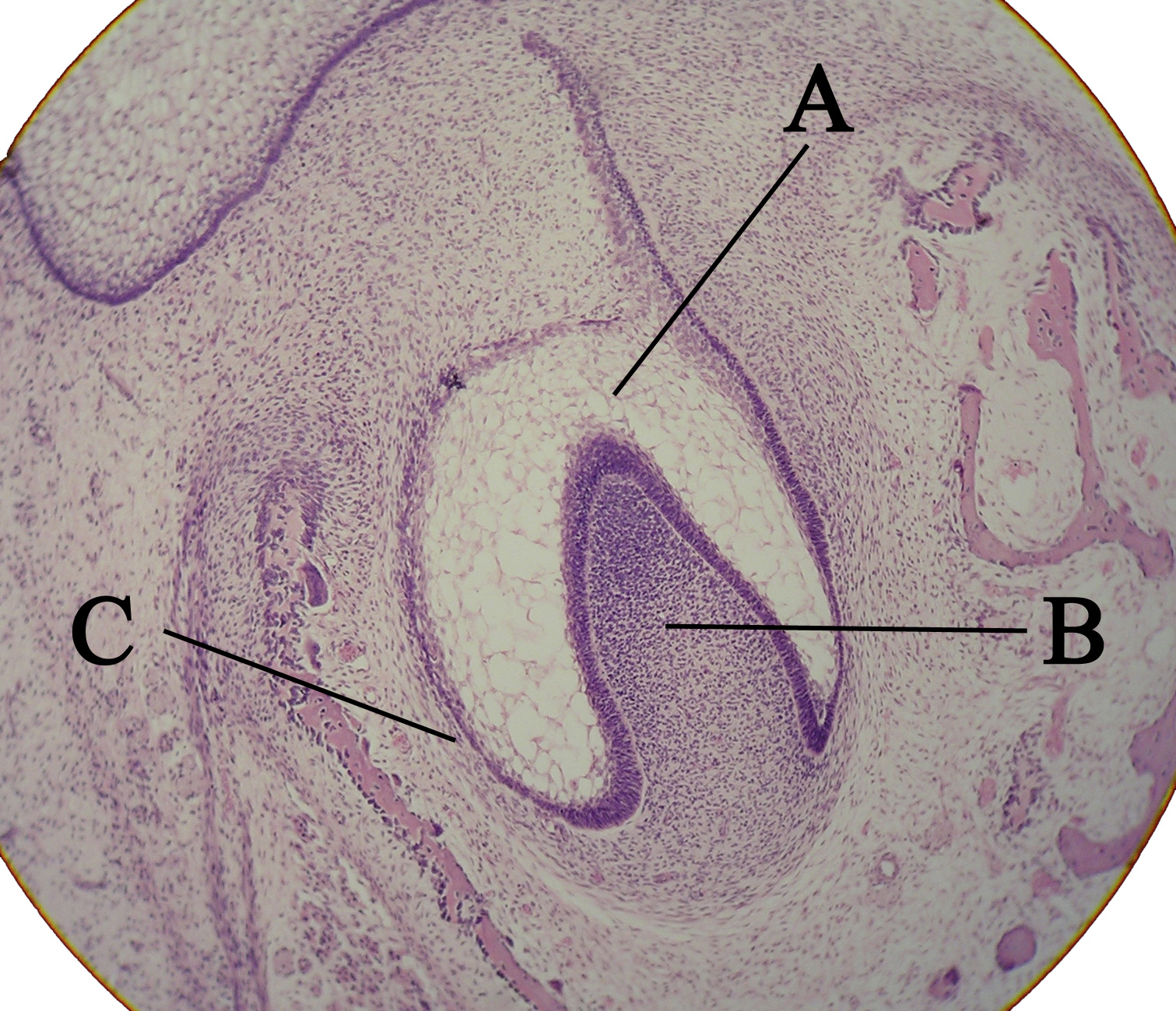
Preparato istologico che mostra il germe dentario:
A. organo dello smalto
B. papilla dentaria
C. follicolo dentario

### Germe dentario
La predentina va rapidamente incontro al processo di maturazione, che inizia nello strato più esterno a livello della dentina mantellare (mineralizzazione lineare). Con l'intervento degli odontoblasti, nella predentina si accrescono vescicole contenenti cristalli di idrossiapatite, fino a scoppiare e riversare i cristalli che si fondono tra loro in piccoli globuli(detti calcoglobuli o calcosferiti) che a loro volta si fondono tra loro fino alla completa mineralizzazione del tessuto dentinale (calcificazione globulare). Questo tipo di mineralizzazione si verifica nella dentina intorno alla polpa, al di sotto dello strato mantellare. Con l'apposizione di nuovi strati di dentina la papilla dentaria primitiva si riduce di volume e diventerà la polpa dentaria. Mentre si hanno queste modifiche a carico della papilla dentaria nel mesenchima, intorno all'abbozzo del dente si forma un involucro fibroso chiamato follicolo dentario. L'organo dello smalto, la papilla dentaria ed il follicolo dentario, formano tutti insieme il germe dentario.

#### Guaina di Hertwig
Man mano che per la calcificazione dei tessuti duri il reticolo stellato si riduce, lo strato epiteliale esterno e quello interno si addossano formando una struttura detta guaina di Hertwig. La guaina di Hertwig stabilisce il limite inferiore dell'organo dello smalto e della futura corona questo limite rappresenterà il futuro colletto del dente. La guaina di Hertwig ha il compito di stabilire il numero, la dimensione e la forma delle radici. Essa provvede prima alla formazione del forame apicale che si produce per un accrescimento in direzione orizzontale del diaframma epiteliale e successivamente all'allungamento della radice per un accrescimento in direzione verticale avendo come punto di partenza l'orifizio apicale. L'allungamento della radice è determinato dalla formazione della dentina radicolare.

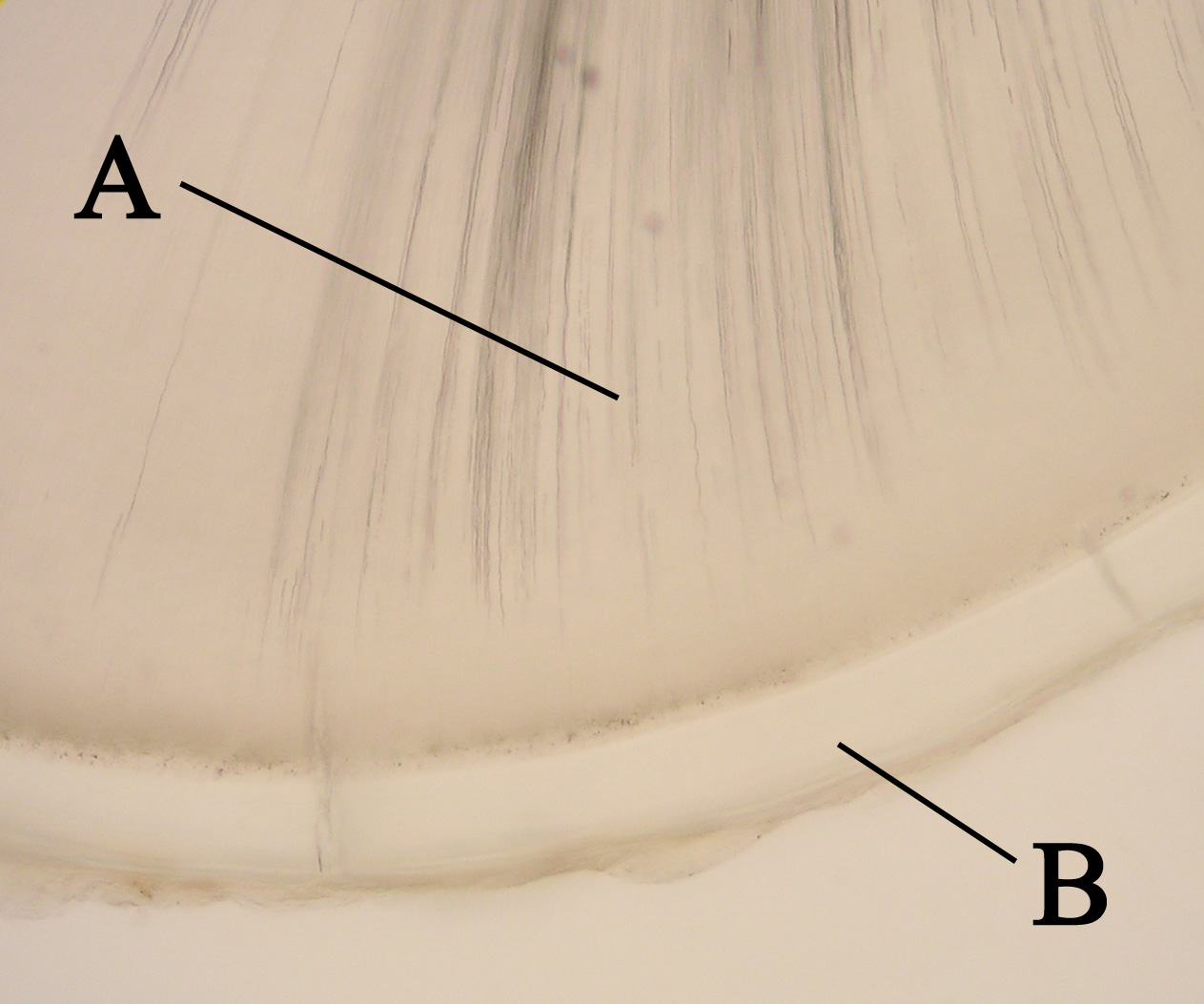
Sezione di un dente alla radice:
A. dentina
B. cemento

#### Cementogenesi
La guaina di Hertwig nel rivestire questa nuova dentina diviene come una rete formata da cellule epiteliali o residui epiteliali del Malassez. Attraverso questa rete penetrano delle cellule connettivali che si differenziano in cementoblasti deputati alla formazione del cemento.
La deposizione del cemento inizia a partire dal colletto e viene deposta prima una matrice non mineralizzata detta cementoide che in seguito va incontro a mineralizzazione.

#### Il follicolo dentario
La parte più bassa del follicolo dentario, all'altezza della guaina di Hertwig, si differenzia in tre strati: 
1. strato interno - si origina il cemento;
2. strato intermedio - si originano i legamenti alveolo-dentari;
3. strato esterno - si origina la cortex alveolaris.

La parte intermedia del follicolo dentario si differenzia in membrana periodontale, che inizialmente è formata da tessuto mesenchimale poi da tessuto connettivo lasso.
Una volta compiuta la formazione dello smalto, gli adamantoblasti formano una cuticola dello smalto o membrana di Nasmit formata da due strati. Uno di questi strati è detto cuticola primitiva e si presenta come uno strato sottile, cheratinizzato che va incontro successivamente a calcificazione, l'altro strato è costituito dall'organo dello smalto ridotto per l'assenza di reticolo stellato ed è formato da uno strato cellulare costituito da più filiere di cellule.

#### L'eruzione

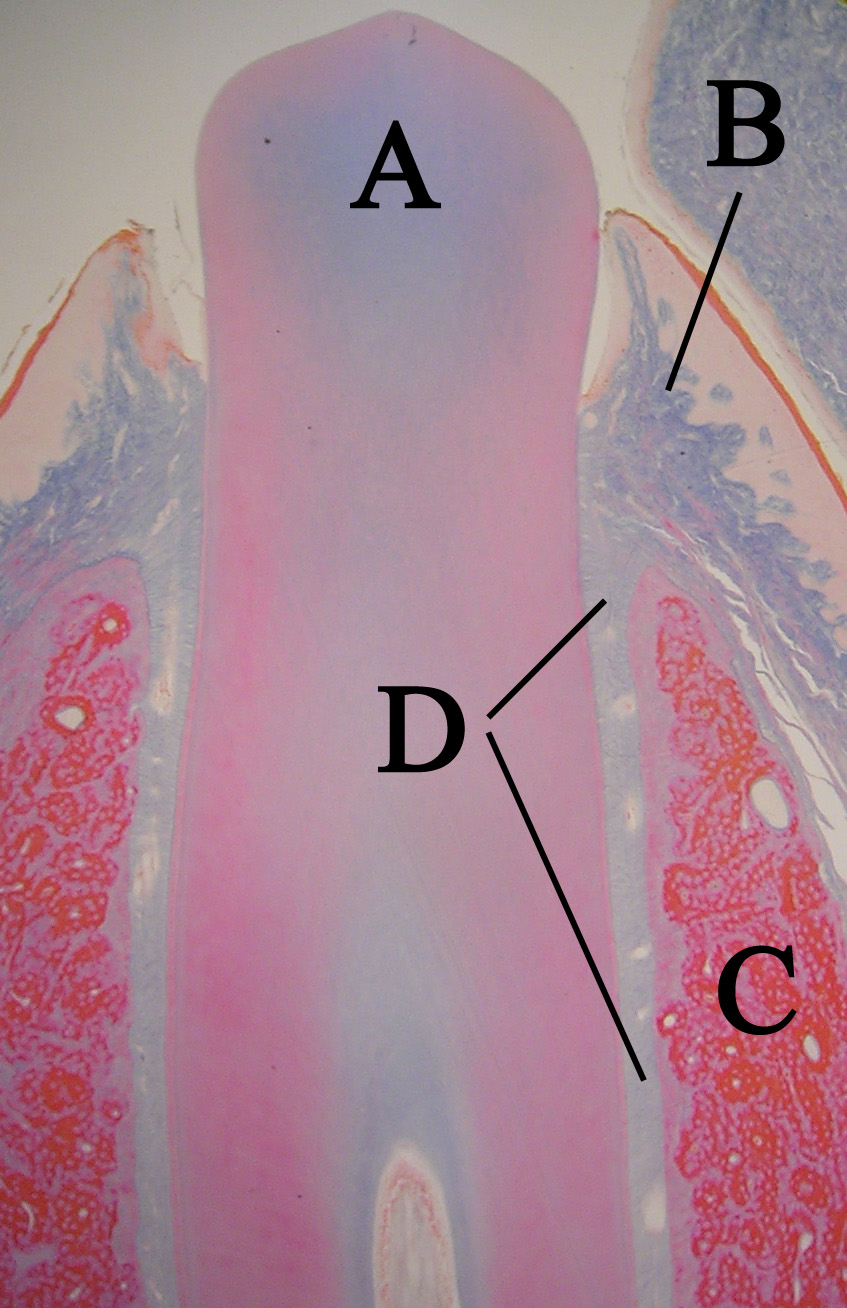
L'eruzione del dente:
A. dente
B. gengiva
C. osso
D. legamenti periodontali

Al limite della corona, prima dell'eruzione, la cuticola dello smalto tiene separato il tessuto del follicolo dentario da quello smalteo: ne consegue che il cemento non si deposita sullo smalto. Continuando l'eruzione, il dente, rivestito nella sua corona dalla cuticola dello smalto, si avvicina alla cavità buccale e la porzione più esterna della cuticola si fonde con la mucosa orale. Le cellule della mucosa orale saranno sfornite della vascolarizzazione, che ricevono dal sottostante tessuto connettivale, il che facilita l'eruzione e spiega l'assenza di emorragie.

#### Formazione dei germi dentari dei denti permanenti
Il germe di ciascun dente permanente si forma dal gubernaculum dentis del corrispettivo elemento dentario deciduo; ciò significa che un'agenesia di un elemento dentario deciduo comporta inevitabilmente l'agenesia del corrispettivo permanente.
I germi dentari dei molari permanenti, che non sostituiscono nessun dente deciduo, si formano o dal gubernaculum dentis del secondo molare deciduo, che è l'ultimo dente della serie decidua, o dalla lamina dentaria primitiva posteriormente al punto in cui si stacca il gubernaculum dentis del secondo molare deciduo.

### Organo dello smalto
L'organo dello smalto è costituito dall'epitelio esterno, interno e dal reticolo stellato. In particolare le cellule dell'epitelio interno si differenziano in ameloblasti (cellule capaci di produrre lo smalto mediante il processo di amelogenesi) sotto lo stimolo degli odontoblasti, mentre il reticolo stellato e lo strato intermedio di cellule appiattite hanno una funzione trofica, di stimolazione, nei confronti dell'epitelio interno medesimo. L'epitelio esterno ha invece una funzione protettiva nei confronti dell'intero organo dello smalto.

#### Formazione dello smalto
Gli ameloblasti sono cellule altamente specializzate, di origine ectodermica, che si differenziano su stimolo degli odontoblasti, per assumere forma e funzioni indispensabili per la produzione dello smalto.

##### Sintesi e secrezione
Nella prima fase gli ameloblasti producono una sostanza amorfa, costituita da liquidi e proteine enameline e amelogenine, che depongono tra di loro e la dentina prodotta dagli odontoblasti. Durante questo processo indietreggiano, facendo in modo che lo strato di smalto aumenti progressivamente. L'apposizione di questa sostanza inizia dalla superficie masticatoria del dente, e procede in senso cervicale.

##### Maturazione
Quando gli ameloblasti hanno prodotto sostanza amorfa in quantità tali da occupare l'intero spessore dello smalto, subiscono modificazioni morfologiche e funzionali che comportano una modifica della loro attività. Iniziano quindi a riassorbire liquidi e materiale organico dalla sostanza amorfa precedentemente secreta, quindi vi immettono sali di calcio.
Tale processo di mineralizzazione continua fino a quando il materiale inorganico costituisce il 96% dello smalto, con cristalli di idrossiapatite disposti in fasci, separati da sottilissimi spessori di materiali organici. A questo punto gli ameloblasti si atrofizzano e muoiono.

### Riassorbimento peduncolo
Il peduncolo che connette l'organo dello smalto alla lamina dentale va incontro a frammentazione e riassorbimento. Talvolta questo riassorbimento non è totale, e nel mesoderma rimangono nidi di cellule epiteliali della radice di Hertwig, noti come residui epiteliali di Malassez, che nell'arco della vita potranno proliferare e dare origine a cisti odontogene, ma nella maggioranza dei casi rimangono quiescenti.